# L'inferno addosso
L'inferno addosso è un film del 1959 diretto da Gianni Vernuccio, tratto da un soggetto scritto dal regista stesso.

## Trama
Milano. Gli amici Marco e Andrea sono entrambi di buona famiglia, ma non hanno a disposizione tutto il denaro che vorrebbero per i loro vizi. Senza farsi troppi scrupoli, i due decidono di fingere il rapimento di Andrea in modo da poter chiedere un ricco riscatto al padre, mentre in realtà il ragazzo è nascosto a casa dell'amico Marco. Nell'attesa di incassare il denaro del riscatto, i due ragazzi invitano da loro due ragazze per passare il tempo, ma la decisione si rivelerà fatale per entrambi.

## Curiosità
- È il primo film per il cinema di Annabella Incontrera.
- Uno dei protagonisti è Sandro Luporini, futuro giocatore di basket e pittore di buon livello.